# كأس قبرص للسيدات 2014
كأس قبرص للسيدات 2014 هو موسم من كأس قبرص للسيدات. شارك فيه  12 فريقاً، وفاز فيه منتخب فرنسا لكرة قدم السيدات.